# Ibrahim Maalouf

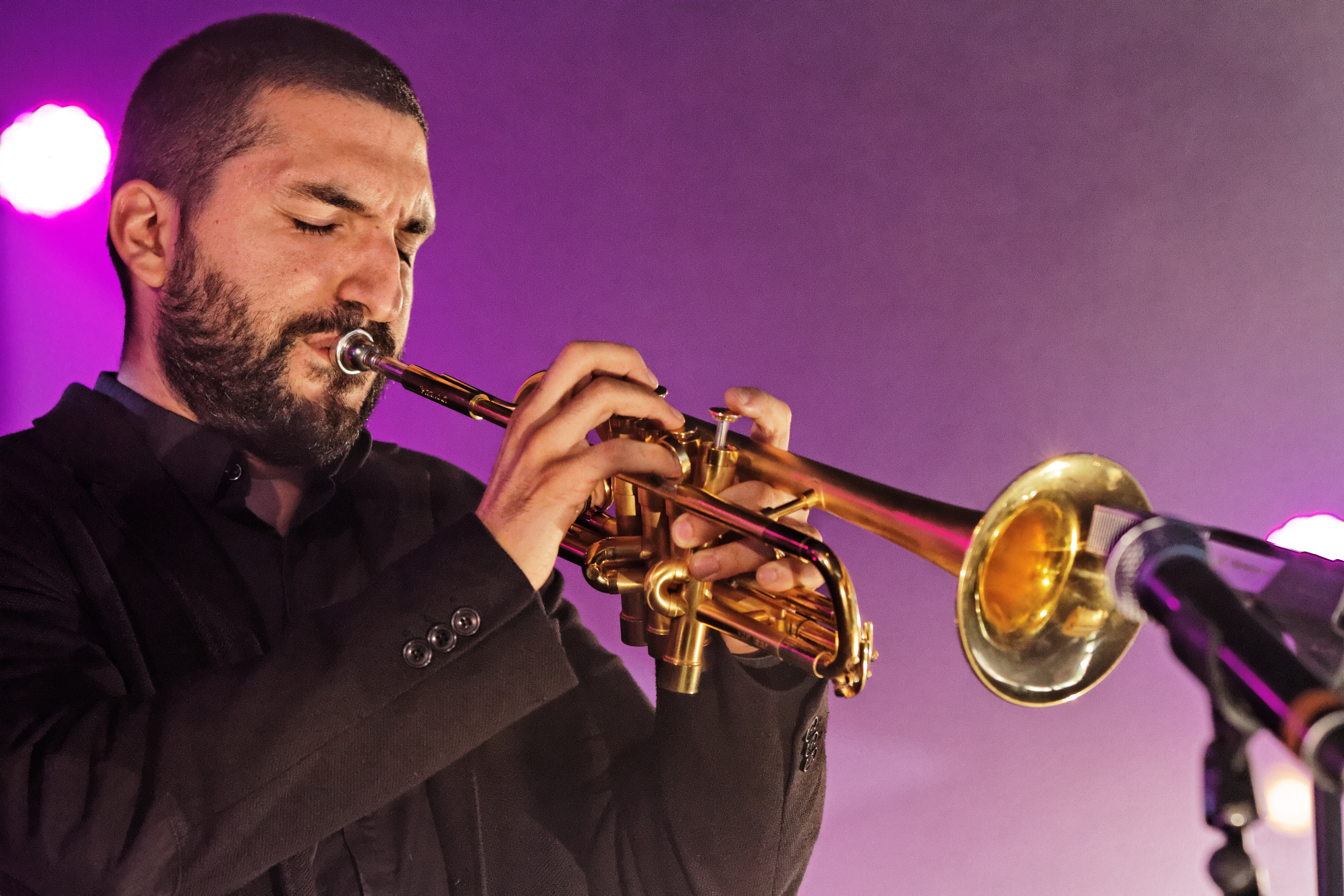
Ibrahim Maalouf (2014)

Ibrahim Maalouf (ur. 5 grudnia 1980 Bejrut) – trębacz jazzowy, kompozytor i aranżer. Jest muzykiem pochodzenia libańskiego, obecnie mieszka w Paryżu.
Maalouf urodził się w rodzinie intelektualistów i artystów. Jest synem trębacza Nassima Maaloufa i pianistki Nady Maalouf, bratankiem pisarza Amina Maaloufa, a także wnukiem poety i muzykologa Rushdiego Maaloufa. Rozpoczął grę na trąbce w wieku 7 lat u swego ojca, który nauczył go techniki klasycznej, barokowej, współczesnej, oraz klasycznej muzyki arabskiej (zwłaszcza arabską formę makamu) oraz sztuki improwizacji. 
Jako muzyk z pogranicza kultury europejskiej i arabskiej wykorzystuje w grze na trąbce orientalną skalę ćwierćtonową. Gra na instrumencie o tej skali skonstruowanym przez swego ojca w latach 60. XX w.
Zdobył uznanie wygrywając międzynarodowe konkursy gry na trąbce z muzyki klasycznej.
Komponuje muzykę do filmów, utwory chóralne i orkiestrowe. 
Gra i nagrywa z artystami z różnych stylów muzycznych, takimi jak Sting, Salif Keïta, Amadou & Mariam, Lhasa de Sela, Marcel Khalifa, Vanessa Paradis, Juliette Gréco, Archie Shepp, Georges Moustaki.
Maalouf zajmuje się także działalnością pedagogiczną, ucząc improwizacji jazzowej w Conservatoire à Rayonnement Régional de Paris.

## Dyskografia
- 2007 Diasporas
- 2009 Diachronism
- 2011 Diagnostic
- 2012 Wind
- 2013 Illusions
- 2014 Au pays d'Alice
- 2015 Red & Black Light
- 2015 Kalthoum
- 2017 Dalida

## Muzyka do filmu
- 2014 Yves Saint Laurent